# Segunda Divisão de Honra 1990/91
Die Segunda Divisão de Honra 1990/91 war die 1. Spielzeit der eingleisigen zweithöchsten portugiesischen Fußballliga. Die Saison begann am 19. August 1990 und endete am 26. Mai 1991.
Die Liga startete mit 20 Vereinen. Als Absteiger aus der Primeira Liga nahmen Portimonense SC und CD Feirense teil. Alle anderen 18 Vereine kamen aus der alten 2. Liga vor der Reformierung.

## Teilnehmer
| Team                     | Stadt                        |
| ------------------------ | ---------------------------- |
| FC Paços de Ferreira     | Paços de Ferreira (Paços)    |
| GD Estoril Praia         | Estoril                      |
| SC União Torreense       | Torres Vedras                |
| Académico de Viseu FC    | Viseu                        |
| Benfica e Castelo Branco | Castelo Branco               |
| Académica de Coimbra     | Coimbra                      |
| Leixões SC               | Matosinhos                   |
| Portimonense SC          | Portimão                     |
| União Leiria             | Leiria                       |
| CD Feirense              | Santa Maria da Feira (Feira) |
| SC Espinho               | Espinho                      |
| Desportivo Aves          | Vila das Aves (Aves)         |
| Louletano DC             | Loulé                        |
| O Elvas CAD              | Portalegre                   |
| SC Freamunde             | Freamunde                    |
| Varzim SC                | Póvoa de Varzim (Varzim)     |
| FC Maia                  | Maia                         |
| RD Águeda                | Águeda                       |
| Lusitano VRSA            | Vila Real de Santo António   |
| FC Barreirense           | Barreiro                     |

## Tabelle
| Pl. | Verein                   | Sp. | S  | U  | N  | Tore    | Diff. | Punkte |
| --- | ------------------------ | --- | -- | -- | -- | ------- | ----- | ------ |
| 1.  | FC Paços de Ferreira     | 38  | 21 | 9  | 8  | 052:340 | +18   | 51:25  |
| 2.  | GD Estoril Praia         | 38  | 17 | 12 | 9  | 048:280 | +20   | 46:30  |
| 3.  | SC União Torreense       | 38  | 16 | 13 | 9  | 058:430 | +15   | 45:31  |
| 4.  | Académico de Viseu FC    | 38  | 16 | 13 | 9  | 043:340 | +9    | 45:31  |
| 5.  | Benfica e Castelo Branco | 38  | 16 | 12 | 10 | 035:310 | +4    | 44:32  |
| 6.  | Académica de Coimbra     | 38  | 17 | 10 | 11 | 041:320 | +9    | 44:32  |
| 7.  | Leixões SC               | 38  | 15 | 13 | 10 | 049:410 | +8    | 43:33  |
| 8.  | Portimonense SC (A)      | 38  | 18 | 6  | 14 | 058:340 | +24   | 42:34  |
| 9.  | União Leiria             | 38  | 14 | 13 | 11 | 045:360 | +9    | 41:35  |
| 10. | CD Feirense (A)          | 38  | 15 | 10 | 13 | 037:390 | −2    | 40:36  |
| 11. | SC Espinho               | 38  | 14 | 12 | 12 | 042:310 | +11   | 40:36  |
| 12. | Desportivo Aves          | 38  | 14 | 11 | 13 | 044:410 | +3    | 39:37  |
| 13. | Louletano DC             | 38  | 14 | 10 | 14 | 047:440 | +3    | 38:38  |
| 14. | O Elvas CAD              | 38  | 14 | 10 | 14 | 045:450 | ±0    | 38:38  |
| 15. | SC Freamunde             | 38  | 13 | 7  | 18 | 055:690 | −14   | 33:43  |
| 16. | Varzim SC                | 38  | 10 | 13 | 15 | 042:390 | +3    | 33:43  |
| 17. | FC Maia                  | 38  | 13 | 5  | 20 | 052:610 | −9    | 31:45  |
| 18. | RD Águeda                | 38  | 10 | 5  | 23 | 041:730 | −32   | 25:51  |
| 19. | Lusitano VRSA            | 38  | 4  | 13 | 21 | 016:450 | −29   | 21:55  |
| 20. | FC Barreirense           | 38  | 4  | 13 | 21 | 026:760 | −50   | 21:55  |

Platzierungskriterien: 1. Punkte – 2. Direkter Vergleich (Punkte, Tordifferenz, geschossene Tore) – 3. Tordifferenz – 4. geschossene Tore

| (A) | Absteiger aus der Primeira Divisão 1989/90 |